# Chiesa di San Cristoforo (Mezzana)
La chiesa di San Cristoforo è la parrocchiale di Ortisé, frazione di Mezzana in Trentino. Fa parte della zona pastorale delle Valli del Noce nell'arcidiocesi di Trento e risale al XV secolo.

## Storia

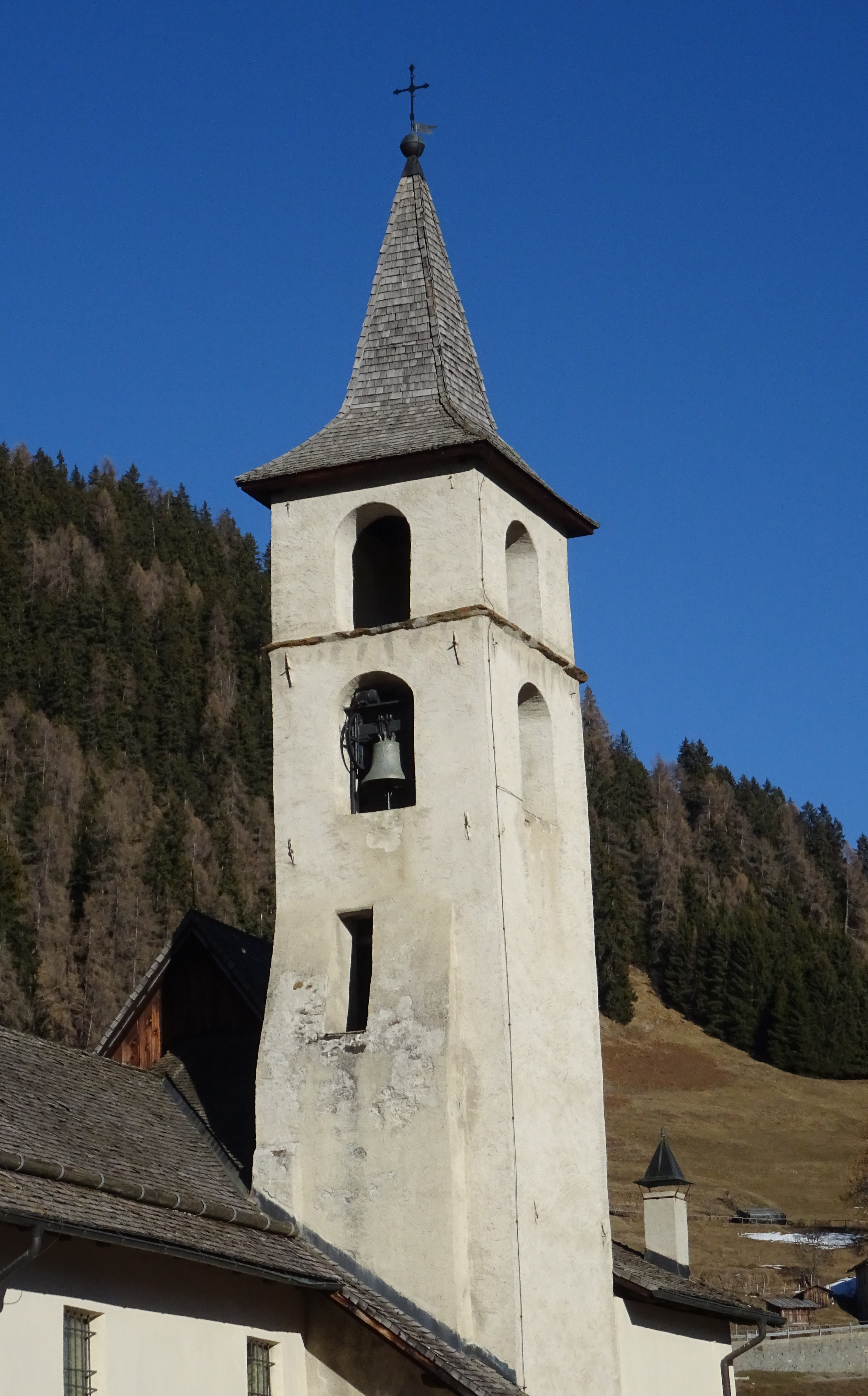
Torre campanaria

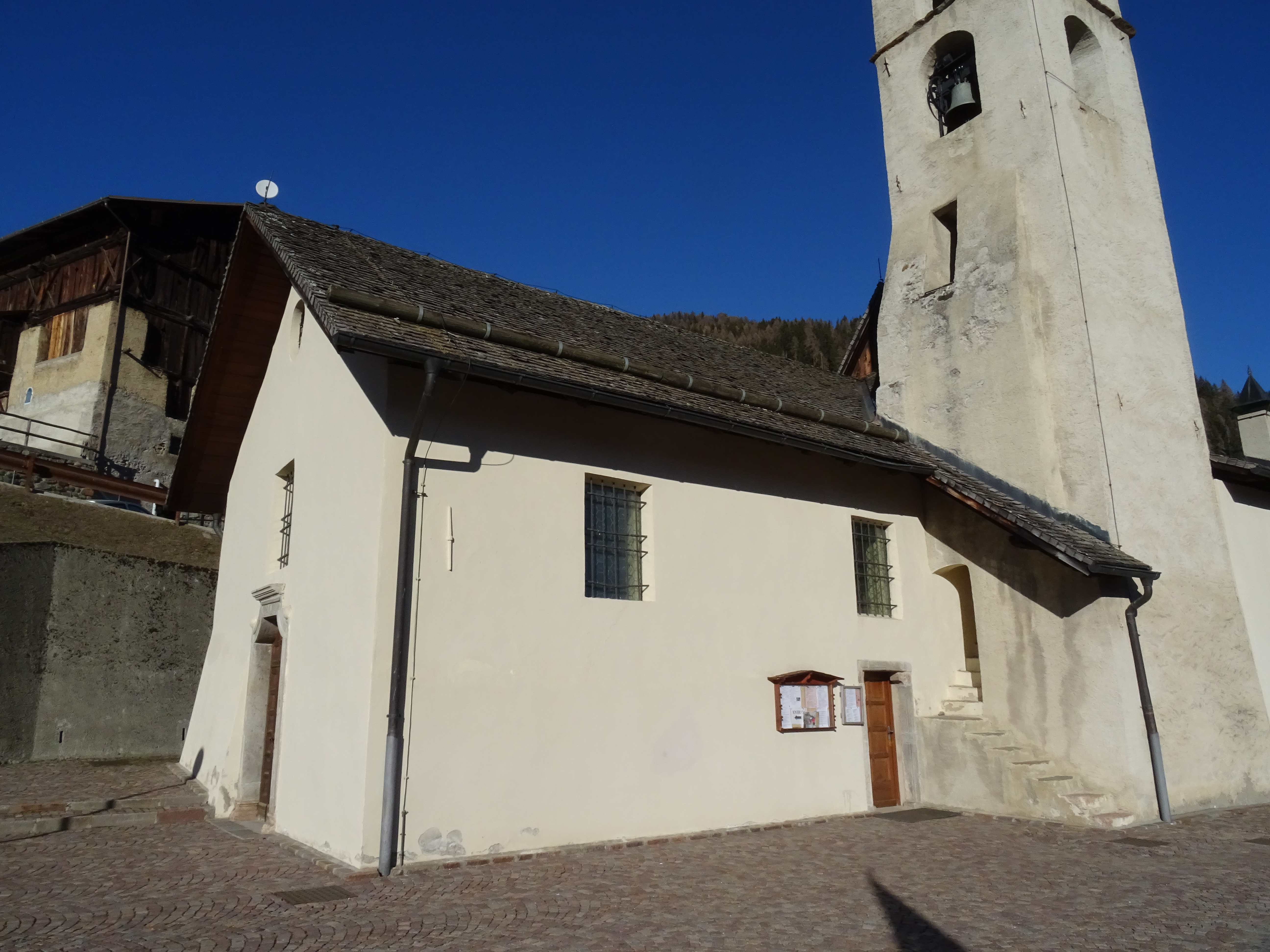
Chiesa di San Cristoforo, fianco destro

Il luogo di culto fu edificato nel XV secolo. La chiesa venne arricchita di decorazioni attribuite a Giovanni e Battista Baschenis o a pittori della loro scuola entro il primo decennio del XVI secolo. La solenne consacrazione venne celebrata nel 1503. Attorno al 1513 gli interni vennero modificati, con parziale distruzione delle parti ad affresco, e le volte assunsero lo stile gotico.
La visita pastorale del 1617 ordinò che le pitture murali venissero scialbate. La torre campanaria venne innalzata solo nel 1672 e circa mezzo secolo più tardi, nel 1724, la chiesa venne elevata a dignità curaziale dipendente dalla pieve di Ossana, la chiesa di San Vigilio. Durante la seconda metà del XIX secolo l'edificio fu oggetto di un importante intervento di ampliamento della sala con l'allungamento della navata. In quel momento vennero aggiunte le cappelle laterali destra e sinistra. Venne elevata a dignità di chiesa parrocchiale il 10 maggio 1919.
Durante gli anni settanta gli interni vennero restaurati con la posa di una nuova pavimentazione nella sala, il rifacimento degli impianti e la tinteggiatura. Si iniziò anche il lavoro di adeguamento liturgico, ultimato nel 1985. Al centro del presbiterio venne posta la mensa rivolta al popolo, davanti all'altare maggiore storico mantenuto per la custodia eucaristica nel suo tabernacolo. Il fonte battesimale originale in pietra venne spostato nella cappella laterale di sinistra. L'ultimo ciclo di restauri conservativi si è concluso nel 2009.

## Descrizione

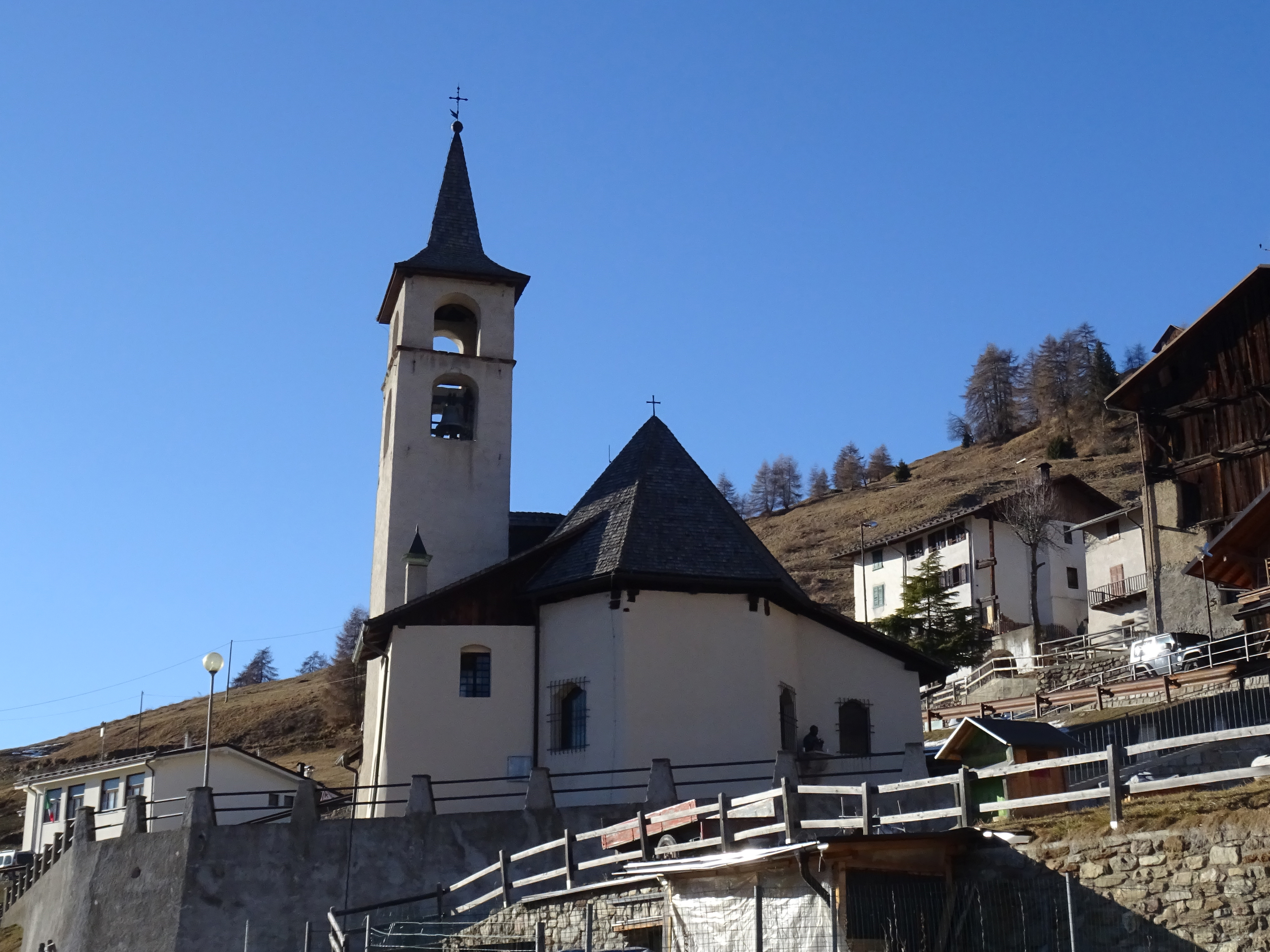
Parte absidale vista dal basso

### Esterni
La chiesa di San Cristoforo si trova nella parte bassa dell'abitato di Ortisè, in posizione leggermente isola e mostra tradizionale orientamento verso est. La facciata a capanna e semplice con due spioventi. Il portale con cornice lapidea è architravato e sopra, in asse, si trova la grande finestra rettangolare che porta luce alla sala sovrastata a sua volta dell'oculo. La torre campanaria ha un fusto massiccio e si eleva sulla della struttura, in posizione arretrata. La cella è doppia e su entrambi i livelli si apre con quattro finestre a monofora. La copertura è forma di piramide con parte superiore più acuta della parte inferiore.

### Interni
La navata interna è unica, formata da tre campate e ampliata dalle cappelle laterali. Il presbiterio è leggermente rialzato. L'altare maggiore storico è in legno scolpito. I dipinti ad affresco legati ai Baschenis raffigurano l'Ultima Cena, la Crocifissione, e l'Ingresso di Gesù a Gerusalemme. Il fonte battesimale in pietra risale al XVI secolo.